# Agnibilékrou (département)
Le département d'Agnibilékrou est un département de Côte d'Ivoire. 